# The Seventh Gate
The Seventh Gate (1994) este al șaptelea roman scris de Margaret Weis și Tracy Hickman din seria The Death Gate.